# Пауло Коельйо
Па́уло Кое́льйо (порт. Paulo Coelho МФА: [ˈpaw.lu kuˈeʎu], Па́влу Куе́лю; 24 серпня 1947, Ріо-де-Жанейро) — бразильський письменник, романи якого перекладено багатьма мовами світу.

## Біографія
Народився в родині інженера. З дитинства мріяв стати письменником. Але в 1960-і роки в Бразилії мистецтво було заборонено військовою диктатурою. У той час слово «художник» було синонімом слів «гомосексуал», «комуніст», «наркоман» і «ледар». Турбуючись про майбутнє сина і намагаючись захистити його від переслідувань влади, батьки відправляють 17 літнього Пауло в психіатричну клініку. Вийшовши з клініки, Коельйо стає хіпі. Він читає все без перебору від Маркса й Леніна до «Бхагават-гіти». Потім засновує підпільний журнал «2001», у якому обговорювалися проблеми духовності, Апокаліпсис. Крім того Пауло писав тексти анархічних пісень. Рок-гурт Raul Seixas зробив ці тексти такими популярними, що Коельо відразу стає багатим і знаменитим. Він продовжує шукати себе: працює журналістом у газеті, намагається реалізуватися в театральній режисурі і драматургії.
Але незабаром теми його віршів привернули увагу влади. Коельо звинувачують у підривній антиурядовій діяльності, за що тричі заарештовують і піддають катуванням.
Вийшовши з в'язниці, Коельо вирішує, що прийшов час зробитися розсудливим і стати нормальною людиною. Він перестає писати і робить кар'єру в CBS Records. Але в один прекрасний день його звільняють без усяких пояснень.
І тоді він вирішує вирушити подорожувати. Випадкова зустріч в Амстердамі приводить його в католицький орден RAM, створений у 1492 р. Тут Пауло навчився розуміти мову знаків. Відповідно до ритуалу шляху, орден направляє його в паломницьку подорож до Сантьяго-де-Компостелла. Він подолав близько 800 кілометрів легендарною стежкою прочан і описав цю подорож у своїй першій книзі «Паломництво», виданій в 1987 році. Незабаром з'явилась і друга книга — «Алхімік», що принесла авторові світову популярність.
«Алхімік» дотепер залишається книгою, яка найуспішніше продавалася в історії Бразилії, її навіть згадають у Книзі рекордів Гіннеса. 2002 року португальський «Журнал де Летрас», авторитетне видання про місцеву літературу і літературний ринок, оголосив про те, що за кількістю проданих екземплярів «Алхімік» випередив всі інші книги, написані португальською мовою за всю історію розвитку цієї мови.
У травні 1993 року видавництво «Гарперколлінз» (США) випустило 50 000 екземплярів «Алхіміка», що перевершило початкові тиражі всіх інших бразильських книг, які коли-небудь виходили в Сполучених Штатах.
До публікації в США «Алхімік» виходив у невеликих іспанських і португальських видавництвах. В Іспанії книга не входила в список бестселерів до 1995 р.
У вересні 1993 року «Алхімік» очолив список бестселерів Австралії.
У квітні 1994 року «Алхімік» вийшов у Франції («Анн Кар'єр Едісьйон»). У пресі він одержав чудові відгуки, а читаюча публіка прийняла книгу з захопленням. Так «Алхімік» почав сходження за списком бестселерів.
З того часу кожен із шести романів Коельо, перекладених французькою мовою, очолював списки бестселерів, утримуючи позиції протягом кількох місяців. Якось навіть три романи одночасно очолювали найкращу десятку.
У 1994 році роман «Біля ріки Ріо-П'єдра сіла я й заплакала», що вийшов у Бразилії у видавництві «Рокка», підтвердив міжнародний статус письменника. У цій книзі Пауло звертається до жіночої сторони людської природи.
1995 «Алхімік» вийшов в Італії («Бомп'яні») і відразу зайняв першу позицію в списку бестселерів. У наступному році Пауло Коельо був визнаний гідним двох престижних італійських премій — «Супер Грінцане Кавур» і «Флаіано Інтернешнл».
1996 «Едіторіал Обжетіва» дістала права на книгу «П'ята гора», заплативши аванс у мільйон доларів — найбільший з усіх, які одержували бразильські автори. У тому ж році Пауло був визнаний гідним звання «Chevalier des Artes et des Lettres».
В тому ж 1996 році Коельо був призначений особливим радником програми ЮНЕСКО «Духовні точки дотику і міжкультурні діалоги».
У тому ж році «Алхімік» вийшов і в Німеччині («Діогенес»). 2002 року видання у твердій обкладинці побило всі рекорди, протримавшись більше шести років у списку бестселерів журналу «Шпіґель».
У 1997 році Коельо опублікував свою чергову книгу — «Підручник воїна світла», збірка філософських думок, що допомагають нам відкрити воїна світла в самих собі.
У книзі «Вероніка вирішує померти», опублікованій 1998 року, Коельо повертається до оповідальної манери. Цей роман також одержав прекрасні відгуки.
Восени 1998 року Пауло зробив турне по Азії та країнах Східної Європи. Почавши свій шлях в Стамбулі, проїхав на Східному експресі через Болгарію і завершив турне у Ризі.
У 1999 році Коельо здобув престижну нагороду «Крістал еворд». З 1998 року і донині Пауло є почесним членом Міжнародного економічного форуму. 2000 року його обрали в члени правління Швабського фонду соціального підприємництва.
У 1999 році Французький уряд присвоїв йому звання кавалера Національного ордену Почесного легіону.
У тому ж році Пауло взяв участь у книжковому ярмарку в Буенос-Айресі, де демонстрував книгу «Вероніка вирішує померти». Відвідувачі відреагували на несподівану присутність Пауло дуже емоційно.
У травні 2000 р. Пауло приїхав в Іран і став першим з 1979 року немусульманським письменником, який відвідав країну в рамках офіційного візиту. Його запросив Міжнародний центр діалогу між цивілізаціями. Підраховано, що до цього візиту вже було продано мільйони піратських копій його книг. Пауло Коельо став також і першим немусульманським письменником, який одержав гонорар за видання своїх книг у цій країні. До цього він і сподіватися не міг на настільки теплий прийом і широке визнання в країні, настільки несхожій на країни Заходу. Послухати його і підписати книги прийшли тисячі іранських читачів.
У вересні 2000 року книга «Диявол і сеньйорита Прим» вийшла одночасно в Італії («Бомп'яні»), Португалії («Пергаміньо») і Бразилії («Обжектива»). У дні виходу першого тиражу Пауло у своєму будинку в Ріо-де-Жанейро давав десятки інтерв'ю міжнародним засобам масової інформації. У цей же час уперше було привселюдно оголошено про існування інституту Пауло Коельо, який він разом зі своєю дружиною, Христиною Оітісією, заснував у 1996 році. Ціль цієї організації — надання допомоги і можливостей до соціальної адаптації незаможним шарам бразильського суспільства, насамперед дітям і людям похилого віку.
У 2001 році книга продовжувала публікуватися в усьому світі та ввійшла в списки бестселерів тридцятьма мовами, якими була перекладена на той час.
У 2001 році Пауло був нагороджений премією Бамбі (Bambi Award), найстарішою і найпочеснішою нагородою Німеччини. Відповідно до думки журі, переконання автора в тому, що кожній людині призначено стати «воїном світла» у цьому темному світі, містить глибокий гуманістичний зміст, який набув особливо трагічне звучання в зв'язку з подіями того року.
В тому ж 2001 році Пауло вперше відвідав Колумбію і взяв участь у книжковому ярмарку Боготи. Тисячі шанувальників, що очікували прибуття свого кумира, вітали його дуже бурхливо. Пауло закликав до спокою і терпіння, обіцяючи підписати всі книги. Загалом за п'ять годин було підписано і продано 4000 екземплярів.
На початку 2002 року Пауло вперше приїхав у Китай, де відвідав Шанхай, Пекін і Нанкін, узявши участь у різних заходах, у тому числі роздачі підписів і зустрічах з читачами.
25 липня 2002 року Пауло Коельо став членом Бразильської літературної академії (ABL). За спільною згодою йому надали крісло номер 21. Ціль цієї академії, штаб-квартира якої знаходиться в Ріо-де-Жанейро, — збереження бразильської культури і мови. Відразу ж після обрання Пауло одержав більше трьох тисяч листів від читачів. Незважаючи на визнання з боку мільйонів прихильників, Коельо часом піддавався нападам з боку деяких літературних критиків, тому обрання членом Академії і стало такою важливою суспільною подією.
У вересні 2002 року Пауло відвідав Росію з п'ятьма своїми книгами, що одночасно потрапили в список місцевих бестселерів: «Диявол і сеньйорита Прим», за яким ішли «Алхімік», «Книга Воїна Світла», «Вероніка вирішує померти» і «П'ята гора». Всього лише за два тижні у Росії було продано понад 250 000 екземплярів його книг, а за рік — більше мільйона.
У жовтні 2002 року Пауло одержав нагороду Planetary Arts (Планетарних мистецтв) Будапештського клуба у Франкфурті, де на його честь колишній президент США Білл Клінтон виголосив хвалебну промову.
В вересні 2004 року Пауло Коельо став почесним гостем XI Форуму видавців у Львові.
Пауло постійно підтримує зв'язок із засобами масової інформації за допомогою численних інтерв'ю, а також статей у газетах і журналах. За кілька років він написав багато статей і нарисів для багатьох впливових видань.
У березні 1998 року Коельо став вести щоденний розділ у бразильській газеті «О Глобо». Вона мала такий успіх серед читачів, що «Сант-Хорді» запропонувало йому вести розділи й в інших міжнародних виданнях. Через чотири роки вони дотепер публікуються в таких газетах, як мексиканська «Реформа».
Розділи Коельйо регулярно виходили в «Корр'єре делла Сера» (Італія), «Ель Семаналь» (Іспанія), «Та Неа» (Греція), «Вельт ам Зоннтаґ» (Німеччина), «Анна» (Естонія), «Зверцадло» (Польща), «Ель Універсо» (Еквадор), «Ель Насьйональ» (Венесуела), «Ель Еспектадор» (Колумбія), «Чайна Таймс Дейлі» (Тайвань) і багатьох інших періодичних виданнях.
В січні 2011 р. уряд Ірану заборонив друкувати та продавати будь-які книги Паоло Коельо..
2016 року заплановано кінознімання за романом «Алхімік».

## Твори
- «Паломництво» або «Щоденник мага», 1987
- «Алхімік», 1987
- «Бріда», 1990
- «Валькірії» , 1992
- «Мактуб» , 1994
- «Біля ріки Ріо-П'єдра сіла я й заплакала…» , 1994
- «П'ята гора» , 1996
- «Книга Воїна Світла», 1997
- «Любовні листи пророка», 1997
- «Вероніка вирішує померти», 1998
- «Диявол і сеньйорита Прим», 2000
- «Батьки, сини й діди», 2001
- «Одинадцять хвилин», 2003
- «Заїр», 2005
- «Відьма з Портобелло», К.: «Софія», 2007 (A Bruxa de Portobello, Sant Jordi Asociados, Barcelona, Spain, 2006)
- «Переможець залишається один», 2009
- «Пророк», 2010
- «Алеф», 2011
- «Рукопис, знайдений в Аккрі», 2012
- «Адюльтер», 2014
- «Шпигунка», 2016
- «Хіпі», 2019

### Переклади українською
- Пауло Коельо. Вероніка вирішує померти. Переклад з португальської: Віктор Морозов. Львів: ВНТЛ-Класика, 2001, 2003. 192 стор. Коельо, Пауло. Алхімік / Коельо, Пауло ; Пер. з португ. В.Морозова. — Львів: ВНТЛ-Класика, 2002. — 128 с.
- Коельо, Пауло. Чорт і панна Прим / Коельо, Пауло ; Пер. з португ. В.Морозова. — Львів: ВНТЛ-Класика, 2002. — 184 с.
- Коельо, Пауло. Заїр: Роман / Коельо, Пауло ; Пер. В.Триліс; Худож. оформ. В.Єрко. — К. : Софія, 2005. — 349 с.
- Коельо, Пауло. Одинадцять хвилин / Коельо, Пауло ; пер. с португ. В. Шовкуна ; худож. В. Єрко. — К. : Софія, 2007. — 300 с.
- Коельо, Пауло. Відьма з Портобелло / Коельо, Пауло ; пер. с португ. В. Шовкуна ; худож. В. Єрко. — К. : Софія, 2007. — 319 с. — ISBN 966-749-328-8
- (передрук) Пауло Коельо. Вероніка вирішує померти. Переклад з португальської: Віктор Морозов. Київ: Національний книжковий проект, 2010. 208 стор. ISBN 978-966-339-846-4
- (передрук) Пауло Коельо. Вероніка вирішує померти. Переклад з португальської: Віктор Морозов; редактор перекладу: Юрій Винничук. Львів: Експрес Медіа Принт, 2014. 192 стор. ISBN ? (Бузок. Бібліотека українця. Золота колекція)[4]
- (передрук) Пауло Коельо. Вероніка вирішує померти. Переклад з португальської: Віктор Морозов. Харків: КСД, 2015. 285 стор. ISBN 978-966-14-8323-0
- Пауло Коельо. Бріда. Переклад з португальської: Віктор Шовкун. Київ: Національний книжковий проєкт, 2010. 256 стор. ISBN 978-966-339-524-1
- (передрук) Пауло Коельо. Бріда. Переклад з португальської: Віктор Шовкун. Харків: КСД, 2015, 2016. 284 стор. ISBN 978-966-14-9596-7
- Пауло Коельо. Заїр. Переклад з португальської: Віктор Шовкун. Харків: КСД, 2015. 348 стор. ISBN 978-966-14-9655-1
- Пауло Коельо. Переможець завжди самотній. Переклад з португальської: Віктор Шовкун; редактор перекладу: Віктор Степанов. Харків: КСД, 2016. 448 стор. ISBN 978-617-12-0841-4
- Пауло Коельо. Шпигунка. Переклад з португальської: Ірина Палій. Харків: КСД, 2016. 192 стор. ISBN 978-617-12-1660-0

## Фільмографія
У 2016 році вийшов художній фільм «Пілігрим: Пауло Коельйо» (Бразилія, Іспанія). В основі сюжету — біографія Пауло Коельйо. Режисер фільму — Даніел Аугусту. Роль Пауло Коельйо виконав Хуліо Андраде. Слоган фільму: «Краща історія Пауло Коельйо».

## Пауло Коельйо та Україна
Пауло Коельйо відвідав Україну в 2004 році. Письменник розпочав свій візит із Києва, потім побував у Львові. Міський голова Києва Олександр Омельченко вручив Пауло Коельйо нагрудний знак «Знак Пошани»(Київ) та іменний годинник. На форумі книговидавців у Львові бразильський автор представив український переклад своєї тринадцятої книги «Одинадцять хвилин». На львівському форумі книговидавців Пауло Коельйо підписав книгу «Однинадцять хвилин» ста читачам, яких визначило жеребкування.
«Для мене велика радість приїхати до вас в Україну. Тим більше, що народилися ми з нею в один день — 24 серпня. Я відчуваю, що повезу звідси дуже багато. Я погодився написати 5 статей про Україну для міжнародної преси. А в моїй душі Україна вже написала свою книгу».
2014 року заявив, що Революція гідності була державним переворотом і звинуватив країни Заходу. 2022 року письменник назвав у твіттері російське вторгнення в Україну «українською кризою» і сказав, що це «зручне виправдання для русофобії». У коментарях читачі з багатьох країн піддали критиці це висловлювання.

## Нагороди
- «Golden Book» (Югославія '95, '96, '97, '98, '99 and 2000)
- 1995 «Prix Lectrices d'Elle» (Франція)
- 1996 «Knight of Arts and Letters» (Франція)
- 1996 «Flaiano International Award» (Італія)
- 1996 «Super Grinzane Cavour Book Award» (Італія)
- 1997 фіналіст «International IMPAC Literary Award» (Ірландія)
- 1998 «Comendador de Ordem do Rio Branco» (Бразилія)
- 1999 «Crystal Award» світового економічного форуму (World Economic Forum)
- 1999 «Golden Medal of Galicia» (Іспанія)
- 1999 «Chevalier de L'Ordre national de la Legion d'honneur» (Франція)
- 2000 «Crystal Mirror Award» (Польща)
- 2000 фіналіст «International IMPAC Literary Award» (Ірландія)
- 2001 «Dialog of Cultures» awarded by the «Club of Budapest» (Німеччина)
- 2001 «XXIII Premio Internazionale Fregene» (Італія)
- 2001 — Бамбі (Bambi Award, Німеччина)